# Cisewo
Cisewo (niem. Zimmermannshorst) – wieś w Polsce położona w województwie zachodniopomorskim, w powiecie stargardzkim, w gminie Kobylanka, leżąca 5 km na północny wschód od Kobylanki i 11 km na północny zachód od Stargardu.
W latach 1975–1998 miejscowość administracyjnie należała do województwa szczecińskiego.

## Geografia
Cisewo jest to wieś o rozproszonej zabudowie, położona w północnej części gminy Kobylanka, ok. 4 km na północ od Jeziora Miedwie, około 5 km na południe od Sowna oraz 10 km na wschód od Szczecina.
Wieś leży w dorzeczu rzeki Iny. Na wschód od Cisewa leży wzgórze Kępa Bukowa o wys. 21,7 m n.p.m., a na północy podmokłe tereny, z których wypływa jedna ze strug zasilających Kanał Sowno.
Przez wieś biegnie niebieski szlak turystyczny, zwany Szlakiem Anny Jagiellonki.
W północnej części wsi mieści się dawny cmentarz ewangelicki, obecnie lapidarium.

Lapidarium w Cisewie
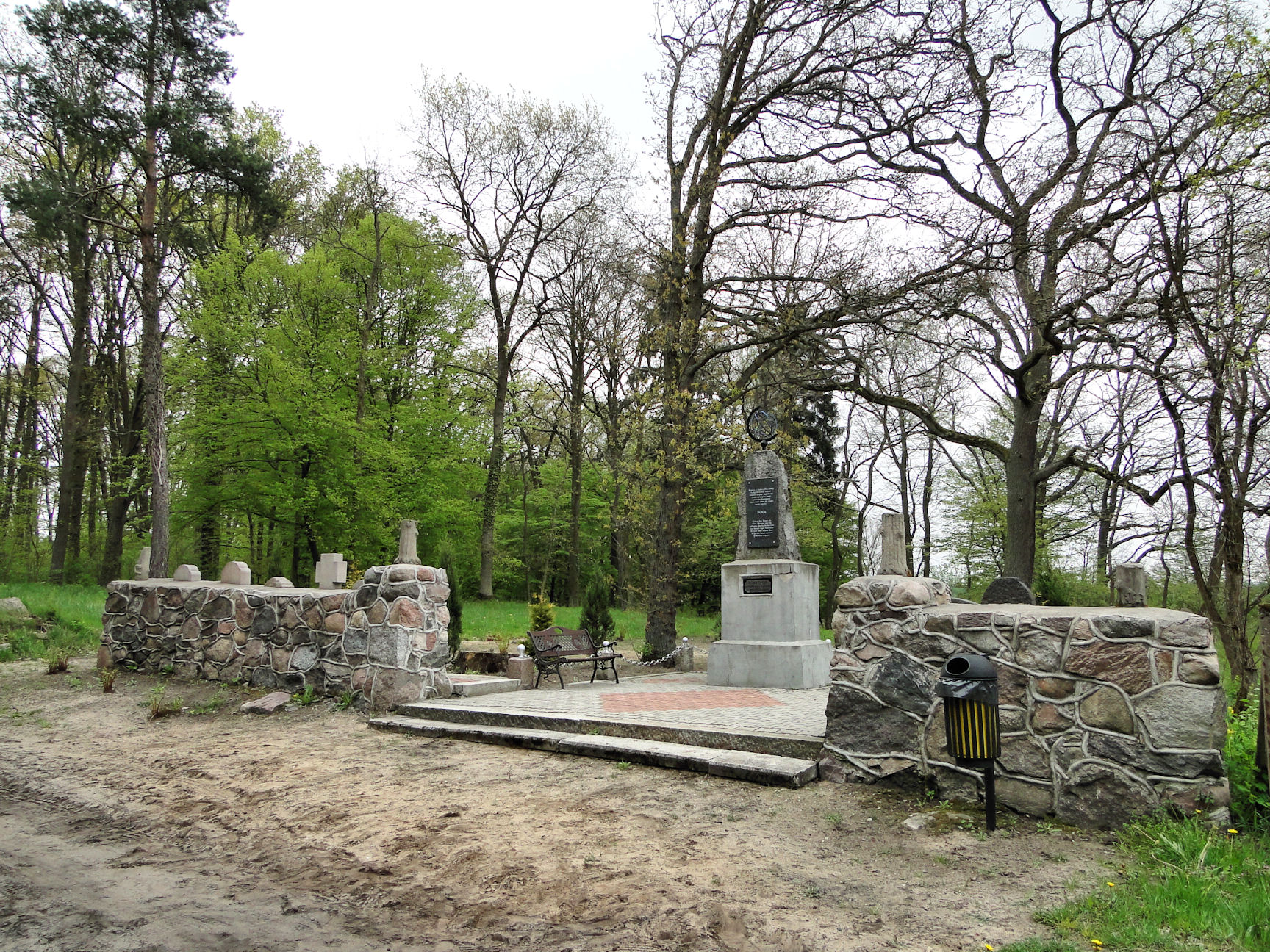
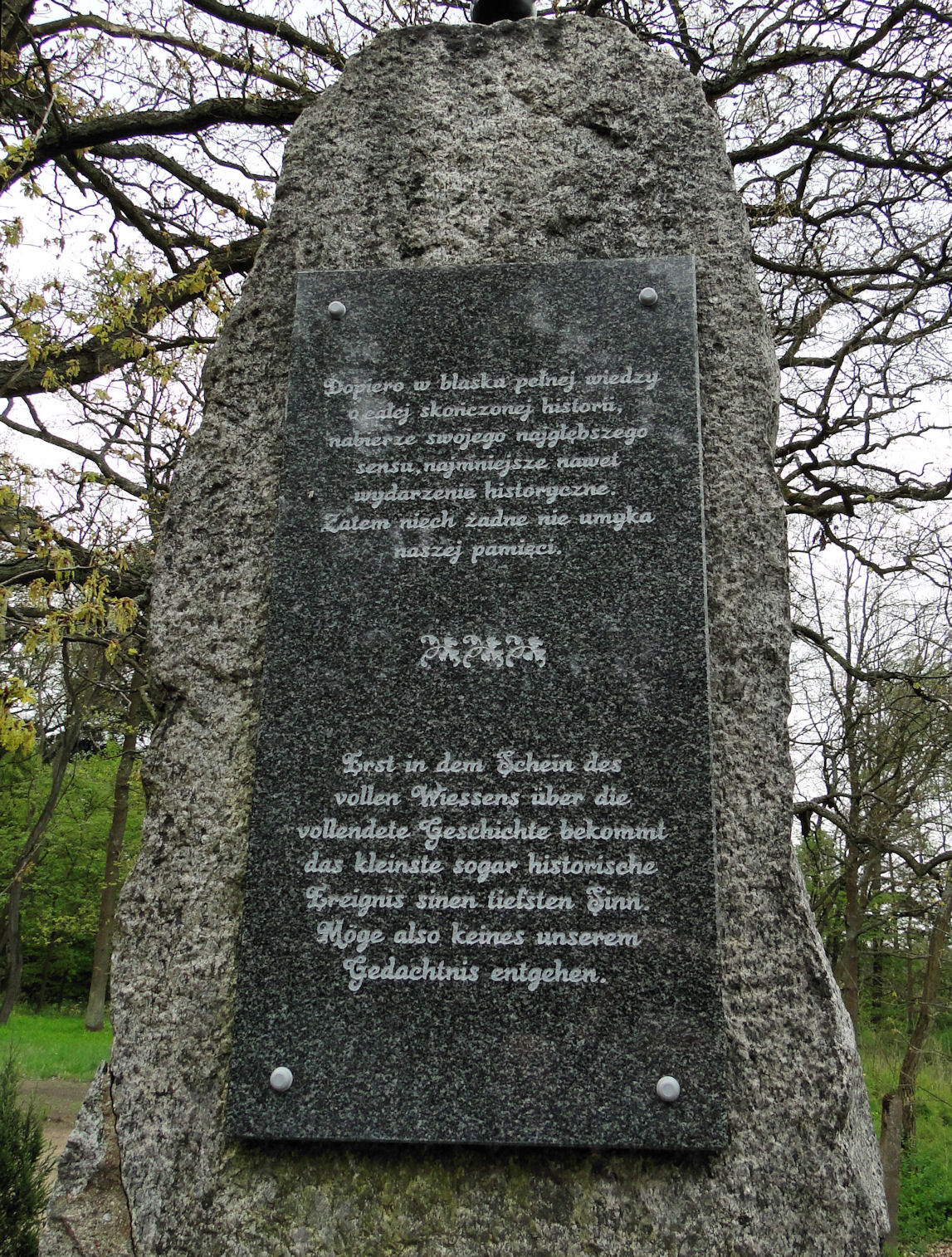
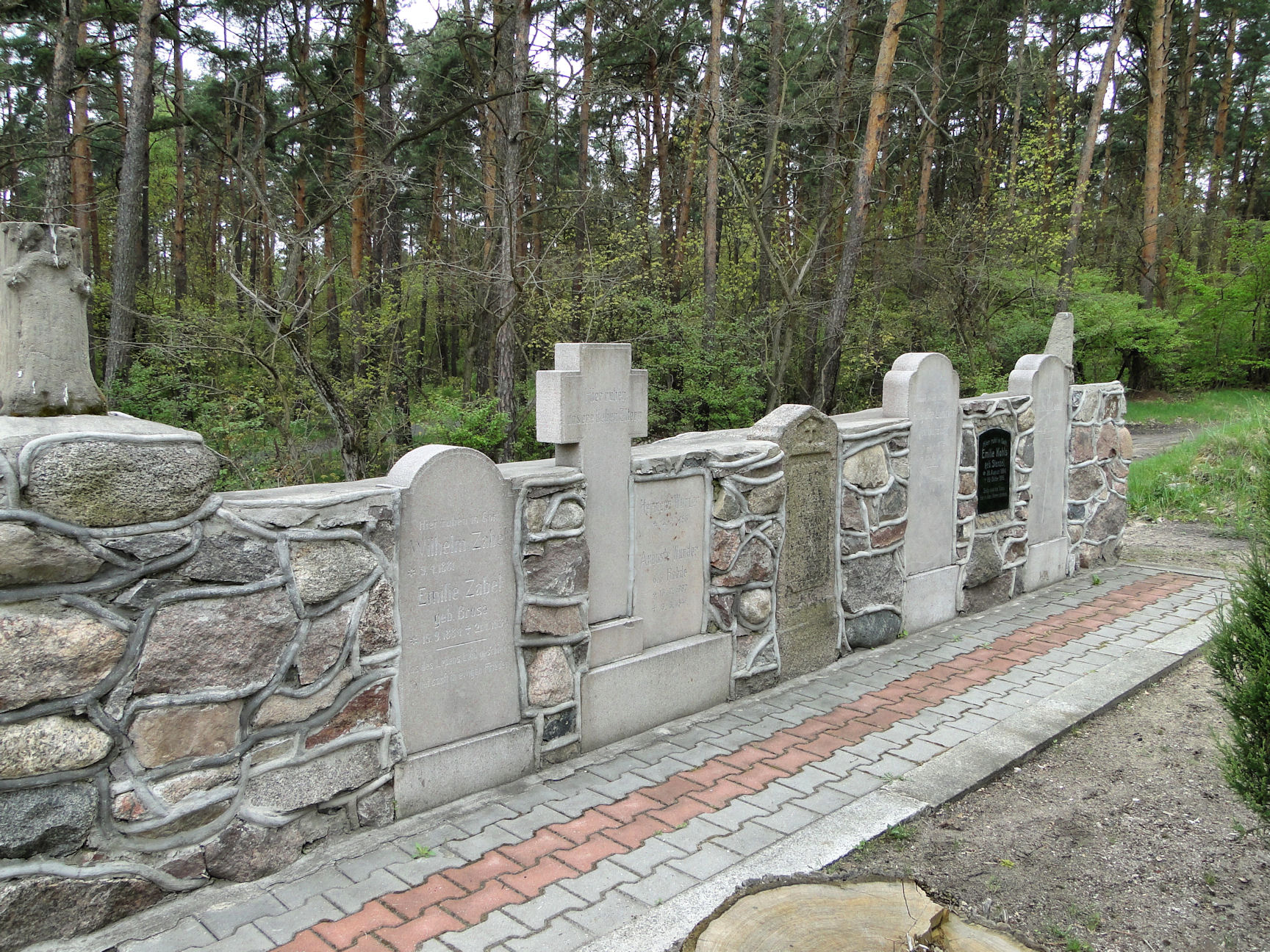

## Nazwa
Nazwa jest tzw. chrztem nazewniczym i jest dwuznaczna: może być interpretowana jako nazwa pseudodzierżawcza derywowana od nazwy osobowej Cis, Cisz lub jako nazwa pseudotopograficzna wyprowadzona od nazwy pospolitej cis. Niemiecka nazwa Zimmermannshorst, odnotowana w źródłach po raz pierwszy w 1785, ma charakter dzierżawczy i powstała ze złożenia dwóch członów: nazwy własnej lub osobowej Zimmermann „cieśla; także nazwisko” i nazwy pospolitej Horst „gniazdo”.